# Bahia Open 1982
Il Bahia Open 1982 è stato un torneo di tennis giocato sul sintetico a Bahia in Brasile. È stata la 1ª edizione del torneo che fa parte del Volvo Grand Prix 1982. Il torneo si è giocato dal 22 al 28 novembre 1982.

## Campioni

### Singolare maschile
Jaime Fillol ha battuto in finale  Ricardo Acuña con il punteggio di 7–6, 6–4

### Doppio maschile
Givaldo Barbosa /  João Soares hanno battuto in finale  Thomaz Koch /  Jose Schmidt con il punteggio di 7–6, 2-1 ritiro